# Ayu Utami
Pour les articles homonymes, voir Ayu.
Œuvres principales
Saman
Ayu Utami, née le 21 novembre 1968 à Bogor, est une écrivaine indonésienne. Son roman Saman (1998) est considéré comme son œuvre la plus remarquable. Il a été traduit en français et publié par Flammarion en 2008.

## Biographie
Ayu Utami est une des figures de proue de la nouvelle génération d'artistes et écrivains indonésiens apparue dans les dernières années du régime de Soeharto. Née à Bogor, une ville située à 60 km au sud de Jakarta, la capitale de l'Indonésie, elle grandit à Jakarta. Elle étudie la langue et la littérature russes à l'université d'État de Jakarta. Elle commence alors à publier des reportages et des essais dans divers journaux. En 1990, elle est finaliste de Wajah Femina, un concours de beauté. Elle renonce à une carrière de mannequin car elle n'aime pas la cosmétique et le maquillage.
Elle devient journaliste pour divers magazines indonésiens, notamment Humor, Matra, Forum Keadilan et D&R. Peu de temps après l'interdiction, en 1994, des magazines Tempo, Editor et Detik sous la présidence de Soeharto, elle rejoint l’Aliansi Jurnalis Independen (Alliance des journalistes indépendants) pour protester contre cette interdiction, poursuivant clandestinement son travail de journaliste, qui comprenait la publication anonyme d’un livre noir sur la corruption du régime Soeharto.
Son premier roman, Saman, a été publié en 1998, un mois avant la chute politique de Soeharto, dont il a bravé la censure. Le roman a gagné le prix de conseil des arts de Jakarta. Il a été considéré par plusieurs critiques comme une évolution importante dans la littérature indonésienne,,. Saman a également reçu le prix du Prince Claus. Saman a été vendu à plus de 100 000 exemplaires et réimprimé 34 fois. Une suite de Saman, Larung, est publié en 2001.
Ayu Utami travaille pour Radio 68H, une station de radio indépendante, et pour une revue culturelle, Kalam, ainsi que pour le théâtre Utan Kayu] à Jakarta. En 2008, elle publie une nouvelle pièce de théâtre Pengadilan Susila (Le procès de Susila), une satire contre la législation anti-pornographie soutenue par les islamiques.

## Sa place dans la littérature indonésienne
Ayu Utami est à l'origine d'un mouvement littéraire en Indonésie, qualifié quelquefois par ses détracteurs de « sastra wangi » (littérature parfumée) et par ses partisans de « sastra pembebasan » (littérature de libération), avec comme autres auteurs, notamment, Dewi Lestari, Djenar Maesa Ayu, Nova Riyanti Yusuf et Fira Basuki.

## Son œuvre

### Saman et Larung
Dans Saman, Ayu Utami mêle le thème de l'émancipation des femmes et de leur liberté sexuelle face à la domination patriarcale et celui de la politique néo-coloniale de l'ère Soeharto et ses impacts désastreux pour les agriculteurs et les villageois (déforestation et expropriation de terrain pour la production de l'huile de palme, dans la continuité de l'exploitation coloniale néerlandaise). La structure du roman est non linéaire, avançant et reculant dans le temps à partir des années 1990 vers les années 1980 et 1960, et utilisant une variété de points de vue narratifs, chaque personnage ayant une vision différente et sa propre façon de s'exprimer,.
« Utami traite des tabous sociaux d'une manière ouverte, rompant ainsi avec la littérature indonésienne à ce jour. Elle écrit librement sur l'amour et la sexualité et perçoit la relation difficile entre les musulmans et les chrétiens comme un thème central - ainsi que la haine envers la minorité chinoise [..] La prose de Utami est animée et moderne, et en tant que telle reflète la richesse de la tradition orale indonésienne ».
La suite de Saman, Larung, parue en 2001, utilise encore, derrière la trame romanesque, l'histoire récente de l'Indonésie, évoquant par exemple la chasse aux communistes des années 1965-1966, les milices paramilitaires, l'écrasement des velléités d'indépendance au Timor oriental, et les enlèvements de militants après la chute du régime de Soeharto.

### Pengadilan Susila (Le procès de Susila)
En mars 2008, Ayu Utami publie  Pengadilan Susila  (le procès de Susila), basé sur le script de sa pièce de théâtre  Sidang Susila co-écrite avec le dramaturge Agus Noor. Selon le Jakarta Post, « Ayu considère son nouveau livre comme une arme pour lutter contre le mouvement moral et les règlements qui violent les droits des femmes ». La pièce de théâtre et le livre sont nés de la participation de Ayu Utami au mouvement de protestation contre un projet de loi anti-pornographie proposé à la Chambre des représentants d'Indonésie. Elle s'intéresse aux ombres d'un régime autoritaire qui prétend agir au nom de la morale.

### Bilangan Fu (Le nombre Fu)
Autre roman paru en 2008, Bilangan Fu est une critique du militarisme, mais aussi des violences religieuses qu'elle impute à l'intolérance des religions monothéistes. Cet ouvrage a reçu le prix littéraire Khatulistiwa,.

## Principales publications
- Saman, KPG, Jakarta, 1998. Traduction française d'Elisabeth D. Inandiak, Flammarion, 2008
- Larung, 2002
- Si Parasit Lajang (essai), GagasMedia, Jakarta, 2003
- Pengadilan Susila  (en anglais : Susila's Trial ; en français : Le procès de Susila), 2008
- Bilangan Fu, Jakarta, 2008
- Manjali Dan Cakrabirawa, Jakarta, 2010
- Cerita Cinta Enrico (L'histoire d'amour d'Enrico), Jakarta, 2012
- Soegija: 100% Indonesia, Jakarta, 2012
- Lalita, Jakarta, 2012
- Pengakuan Eks Parasit Lajang, Jakarta, 2013
- Simple Miracles: Doa dan Arwah, Jakarta, 2014. Traduction française de trois essais par Elisabeth D. Inandiak, Editions Jentayu, 2019

## Prix
- 1er prix du conseil des arts de Jakarta, 1998.
- Prix du Prince Claus, 2000;
- Prix littéraire Khatulistiwa, 2008.